# Blocco 181
Blocco 181, conosciuto anche come Gangs of Milano - Le nuove storie del Blocco a partire dalla seconda stagione, è una serie televisiva italiana, trasmessa su Sky Atlantic dal 20 maggio 2022.

## Trama
Milano. L'area periferica del Blocco 181 viene controllata dai ragazzi del Blocco, guidati dal boss Nicola Rizzo; tuttavia, l'arrivo dei pandilleros della Misa ne sconvolge gli equilibri e porta allo scontro per la supremazia nel territorio in una rivalità sempre più crescente. All'interno di questa rivalità però nasce un amore che unisce le fazioni: quello tra Bea, la sorella del boss della Misa, Ludo, uno dei corrieri al servizio del signore della cocaina Lorenzo, e Mahdi, il nipote di Rizzo. I tre, grazie a questa relazione, si ritagliano il loro posto nel sistema criminale del quartiere.

## Episodi
| Stagione         | Episodi | Prima TV |
| ---------------- | ------- | -------- |
| Prima stagione   | 8       | 2022     |
| Seconda stagione | 8       | 2025     |

## Personaggi e interpreti

### Principali
- Bea (stagione 1-in corso), interpretata da Laura Osma.
È la ragazza più importante della Misa, sorella del capo Ricardo.
- Ludovico "Ludo" Bellini (stagioni 1-2), interpretato da Alessandro Piavani.
Ragazzo di buona famiglia che vive in un grande appartamento del centro e che lavora come corriere di Lorenzo Curzi prima di conoscere Mahdi e Bea.
- Mahdi (stagione 1-in corso), interpretato da Andrea Dodero.
È il nipote prediletto di Nicola Rizzo per il quale si occupa di riscuotere gli affitti degli appartamenti del Blocco 181.
- Snake (stagione 1-in corso), interpretato da Salmo.
È il braccio destro di Lorenzo Curzi.
- Lorenzo Curzi (stagioni 1-2), interpretato da Alessandro Tedeschi.
È il re della cocaina della zona, cresciuto anche lui nel Blocco 181.

### Secondari
- Nicola Rizzo (stagione 1), interpretato da Alessio Praticò.
È il capo del Blocco 181, da sempre amico e socio di Lorenzo Curzi
- Ricardo (stagioni 1-guest 2), interpretato da Juan Cely Delgado.
È il capo della Misa, sebbene sia in carcere da qualche tempo, nonché il fratello di Bea. Viene ucciso per ritorsione all'inizio della seconda stagione.
- Fiorella (stagioni 1-2), interpretata da Maria Sole Mansutti.
È la moglie di Nicola Rizzo, titolare di una gioielleria.
- Isabella "Isa" Bellini (stagioni 1-2), interpretata da Anna Manuelli.
È la sorella di Ludo affetta da problemi psichici per i quali è in cura da diverso tempo. Si suicida dopo aver subito una violenza.
- Rosario (stagioni 1-2), interpretata da Lisbi Concepcion Cuellar Torres.
 Madre di Bea.
- Celeste (stagioni 1-2), interpretata da Gina Paola Rivera Ospina.
 È una delle ragazze della Misa più vicine a Bea, della quale è una preziosa confidente.
- Pulga (stagione 1), interpretato da Sergio Palau.
È uno dei giovani della Misa.
- Pimienta (stagione 1), interpretato da Jean Carlos Ayala Palomino.
È il tuttofare di Ricardo.
- Federico (stagione 1), interpretato da Roberto Accornero.
È il medico che visita Isa.
- Mauro (stagione 1), interpretato da Gianmaria Martini.
È il contatto di Katana di Genova che procura la cocaina.
- Katana (stagione 1), interpretato da Ermes Buttarelli.
È uno sfasciacarrozze vecchio amico di Snake.
- Rodrigo (stagione 1), interpretato da David H.Gold.
- Victor (stagione 1), interpretato da Sergio Andrade Saavedra.
È il braccio destro di Ricardo e capo provvisorio della Misa mentre lui è in carcere.
- Giacomo Villa (stagione 2), interpretato da Tommaso Donadoni.
Ragazzo della Milano bene, artefice dello stupro di Isa.
- Zak (stagione 2), interpretato da Fahd Triki.
Cugino di Mahdi e migliore amico di Nael.
- Nael (stagione 2), interpretato da Noè Batita.
 Giovane a capo della Kasba.
- Emma (stagione 2), interpretata da Sofia Bisacchi.
 Fidanzata di Mahdi.
- Marel (stagione 2), interpretata da Mariana Rodríguez.
Collaboratrice di Bea.
- Peo (stagione 2), interpretato da Francesco Capizzi.
Braccio destro di Mahdi.
- Tatuatore (stagione 2), interpretato da Jake La Furia.
- Arturo (stagione 2), interpretato da Alessandro Borghi.
- Kiru (stagione 2), interpretata da Elisa Wong.
- Cerruti (stagione 2), interpretato da Paolo Mazzarelli. 
Broker che vuole acquistare un carico di droga da Bea.
- ? (stagione 2), interpretato da Ahmed Hefiane.
- Piero (stagione 2), interpretato da Giulio Greco.
Ragazzo della Milano bene avvicinato da Ludo.
- Santos (stagione 2), interpretato da Simon Rizzoni.
Uomo di Calavera.
- Michele (stagione 2), interpretato da Federico Calistri.
Amico di Piero.

### Guest
- Noyz Narcos (stagione 2) nel ruolo di se stesso.

## Produzione
Il progetto è stato incluso nell'ambito dell'annuale presentazione del palinsesto televisivo da parte di Sky Italia nel luglio 2020. Il cast tecnico e artistico sono stati rivelati a marzo 2021, mentre le riprese della prima stagione sono incominciate nell'estate seguente.
Le riprese della seconda stagione della serie si sono svolte a Torino dall'autunno 2023 all'aprile dell'anno seguente, richiedendo un totale di 32 settimane di lavorazione.

## Colonna sonora
La colonna sonora della prima stagione della serie, supervisionata, eseguita e co-prodotta da Salmo, è stata pubblicata il 27 maggio 2022. Il disco si compone di undici tracce, eseguite in collaborazione di numerosi artisti musicali come Guè, Jake La Furia, Rose Villain, Lazza, Ernia, Noyz Narcos, Nerone e Baby Gang. Il disco è stato certificato disco d'oro dalla Federazione Industria Musicale Italiana per aver superato la soglia delle 25 000 unità vendute.

## Promozione
Il progetto viene rivelato il 3 febbraio 2022, durante la trasmissione in prima visione della sedicesima puntata dell'undicesima edizione Masterchef Italia, dove i concorrenti si sono cimentati in una prova in esterna sul set di Blocco 181. Il 28 marzo 2022 Sky Italia ha diffuso il primo teaser trailer e annunciato che avrebbe debuttato nel maggio seguente su Sky Atlantic. Un secondo trailer, disponibile dal 27 aprile 2022, ha rivelato la data di inizio della trasmissione italiana, ovvero il 20 maggio.
La seconda stagione della serie, pubblicizzata come Gangs of Milano - Le nuove storie del Blocco, è stata trasmessa dal 21 marzo 2025 su Sky. Il sesto episodio, incentrato sul personaggio di Snake, è stato presentato in anteprima il 2 dicembre 2024 presso il Cinema Arlecchino di Milano nell'ambito dell'annuale Noir in Festival.